# The Pilgrim (film)
Pelerinul (în engleză The Pilgrim) este un film american de comedie din 1923 produs, scris și regizat de Charlie Chaplin pentru First National Pictures (ultimul film al lui Chaplin pentru această companie). În alte roluri interpretează actorii Edna Purviance, Sydney Chaplin și Mack Swain.
Acest film a fost ultimul în care Edna Purviance a jucat alături de Chaplin. Purviance a jucat, de asemenea, în filmul lui Chaplin Pariziana (1923), dar Chaplin a avut un scurt rol cameo în acest film. 
The Pilgrim este al doilea cel mai scurt film de lungmetraj al lui Chaplin (două role, 46 de minute). Este, de asemenea, remarcat ca fiind primul film pentru Charles Riesner, care a devenit scenarist mai târziu.
În 1959 Chaplin a inclus The Pilgrim între cele trei filme care au format The Chaplin Revue (Retrospectiva Chaplin, 1959). Ușor reeditat și cu o coloană sonoră nouă, filmul conține cântecul "I'm Bound For Texas", scris și compus de Chaplin și cântat de Matt Monroe. 
The Pilgrim este una din numeroasele lucrări ale anului 1923 care au intrat în domeniul public în Statele Unite în 2019.

## Prezentare
Un evadat condamnat (Chaplin) își schimbă uniforma de deținut cu cea a unui cleric și ajunge din greșeală noul pastor al micului oraș Devil's Gulch. Aici cunoaște o mamă și pe fiica ei și se mută apoi cu ele. Unii din foștii săi prieteni din închisoare dau de urma lui și fură de la cele două femei. Charlie încearcă să le recupereze banii, dar șeriful află totul despre fosta sa viață și îl duce aproape de granița cu Mexic; amenințându-l că va dezvălui totul dacă se mai întoarce.

## Distribuție
- Charlie Chaplin – Pilgrim ["Lefty Lombard" potrivit presei]. Un condamnat care a scăpat
- Edna Purviance –  Domnișoara Brown
- Sydney Chaplin – Agent /  Conductor de tren / Tatăl băiețelului
- Mack Swain – Diaconul Jones
- Loyal Underwood – Micul Diacon
- Dean Riesner – Băiețelul
- Charles Reisner – Howard Huntington, alias "Nitro Nick", alias "Picking Pete", un escroc
- Tom Murray – Șerif Bryan
- Henry Bergman – Șerif în tren / om în stația de tren
- Marion Davies - Membru al congregației (nemenționat)
- Kitty Bradbury – Dna. Brown
- Mai Wells – Mama băiețelului